# Pepa Osorio
Pepa Osorio (Gijón, 1923- Gijón, 27 de julio de 2005) fue una pintora española.

## Biografía
Alumna en la posguerra de Eugenio Tamayo, fue una artista de amplia trayectoria que ha realizado un buen número de exposiciones individuales, transitando por diversos caminos expresivos. Formada en la tradición del paisaje asturiano por su maestro, evolucionó hacia un marcado expresionismo de motivos religiosos primero, sociales después, pasando por la explosión colorista de los años setenta.
Profesionalmente retoma su actividad a finales de los cincuenta, pintando paisajes al óleo influenciada por los paisajistas asturianos, para pasar a retratos infantiles, algún desnudo, algún tema sobre Gijón (La rula) y asuntos religiosos.
Desde mediados de los años sesenta la pintora reflexiona sobre los individuos que soportan unas condiciones vitales difíciles, angustiosas, provocadas por una sociedad injusta. Pinta una serie de encáusticas referidas a trabajadores manuales: campesinos, pecadores y mineros, acentuando el dramatismo de los contenidos representados y optando por una plástica decididamente expresionista. Con la serie Testimonios de nuestro tiempo, expuesta en 1979 en la galería Tassili de Oviedo, la pintora renueva su lenguaje expresivo, pinta la realidad de una sociedad dominada por las máquinas y la informática, con diversos títulos como Hacia el automatismo social, La cibernética y lo humano, Hablemos sobre informática, Robots, Hombres y mentes, Manipuladores del cerebro. A principios de los ochenta da por terminada la anterior etapa y realiza una serie de obras bajo el título de Antropogénesis, en las que ilustra la relación del ser humano con el cosmos, el eterno devenir de la materia y los ciclos de nacimiento y muerte. En los noventa, trabaja con la realidad más inmediata, con noticias difundidas por la televisión o actuaciones públicas, que en ocasiones gozan lo grotesco. Nacen entonces Los Esperpentos. Feroces dibujos a tinta china sobre papel elaborado a mano, con la mejor tradición de la pintura social: retratos de procesiones, novias sin esperanza antes de la boda, toreros, la planeada boda entre dos estatuas forman este retablo cotidiano. Su trayectoria está implicada en constantes búsquedas formales y técnicas, ambas expresión de una sensibilidad inmersa en continuas reflexiones existenciales.
El 7 de septiembre de 2004 a ella y a otras mujeres artistas (Blanca Meruéndano Cantalapiedra, Covadonga Romero Rodríguez, Rosario Areces González, Mercedes Gómez Morán, Maruja Moutas Merás y Amparo Cores Uría), en representación de la plástica contemporánea asturiana, les fue entregada la medalla de Asturias (galardón que anualmente concede el Principado) en su categoría de plata, un reconocimiento al trabajo difícil de la primera generación de mujeres creadoras plásticas que se vinculan a la vanguardia artística asturiana del siglo XX.
- Datos: Q9058156